# 近畿大学工学部・大学院システム工学研究科

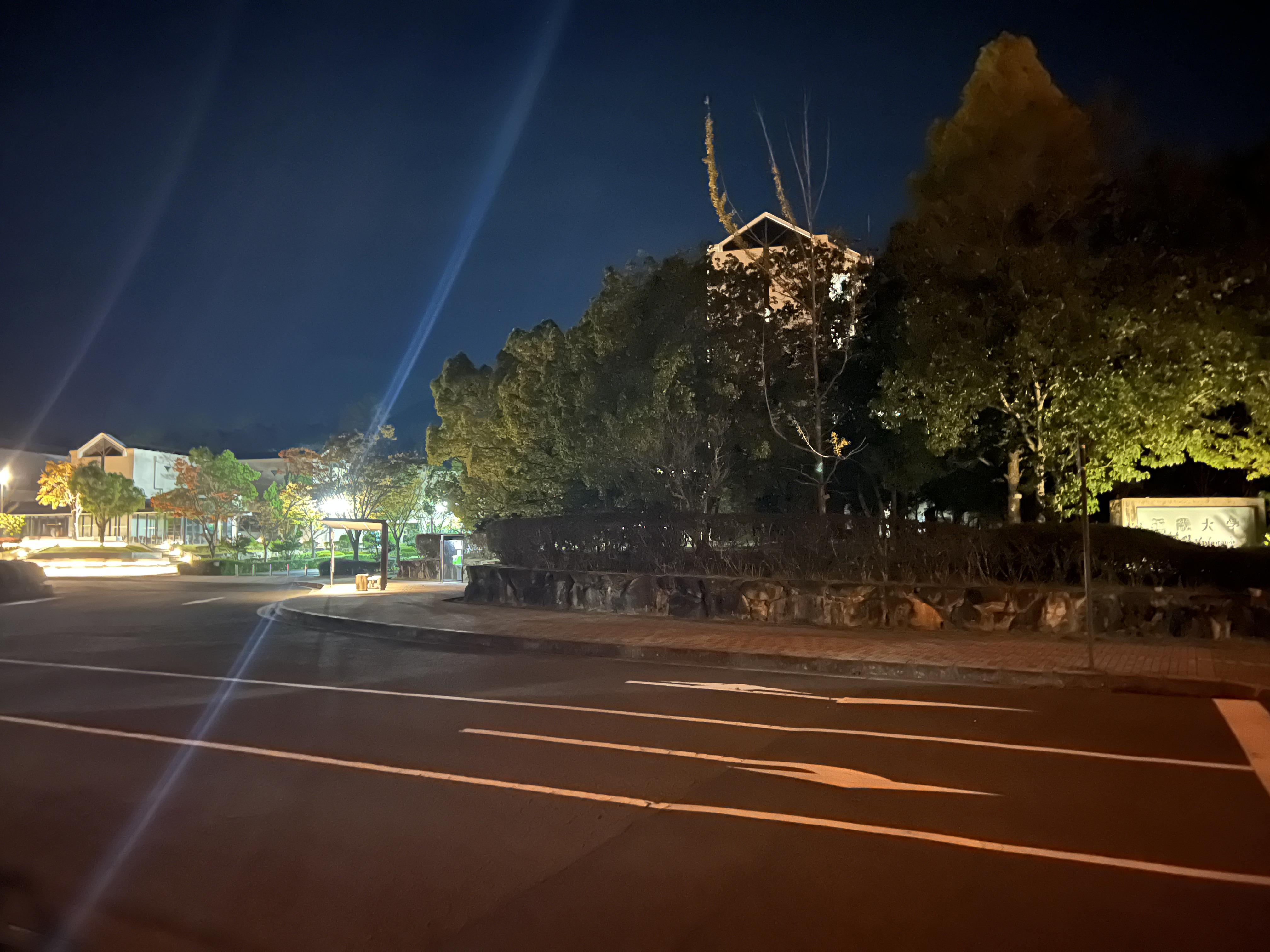
広島キャンパス

近畿大学工学部（きんきだいがくこうがくぶ、Faculty of Engineering）は、広島県東広島市に設置されている近畿大学の工学部である。近畿大学大学院システム工学研究科（きんきだいがくだいがくいんシステムこうがくけんきゅうか、Graduate School of Engineering）は、近畿大学大学院に設置されている工学研究科。学部は広島県呉市広町に1959年（昭和34年）創設後、2001年に現在の東広島市へ完全移転した。大学院は1994年（平成6年）に設置。中国・四国地方の中で、最初の工学系私立大学として誕生した。略称は近大工。近工と略す場合もある。

## キャンパス概要

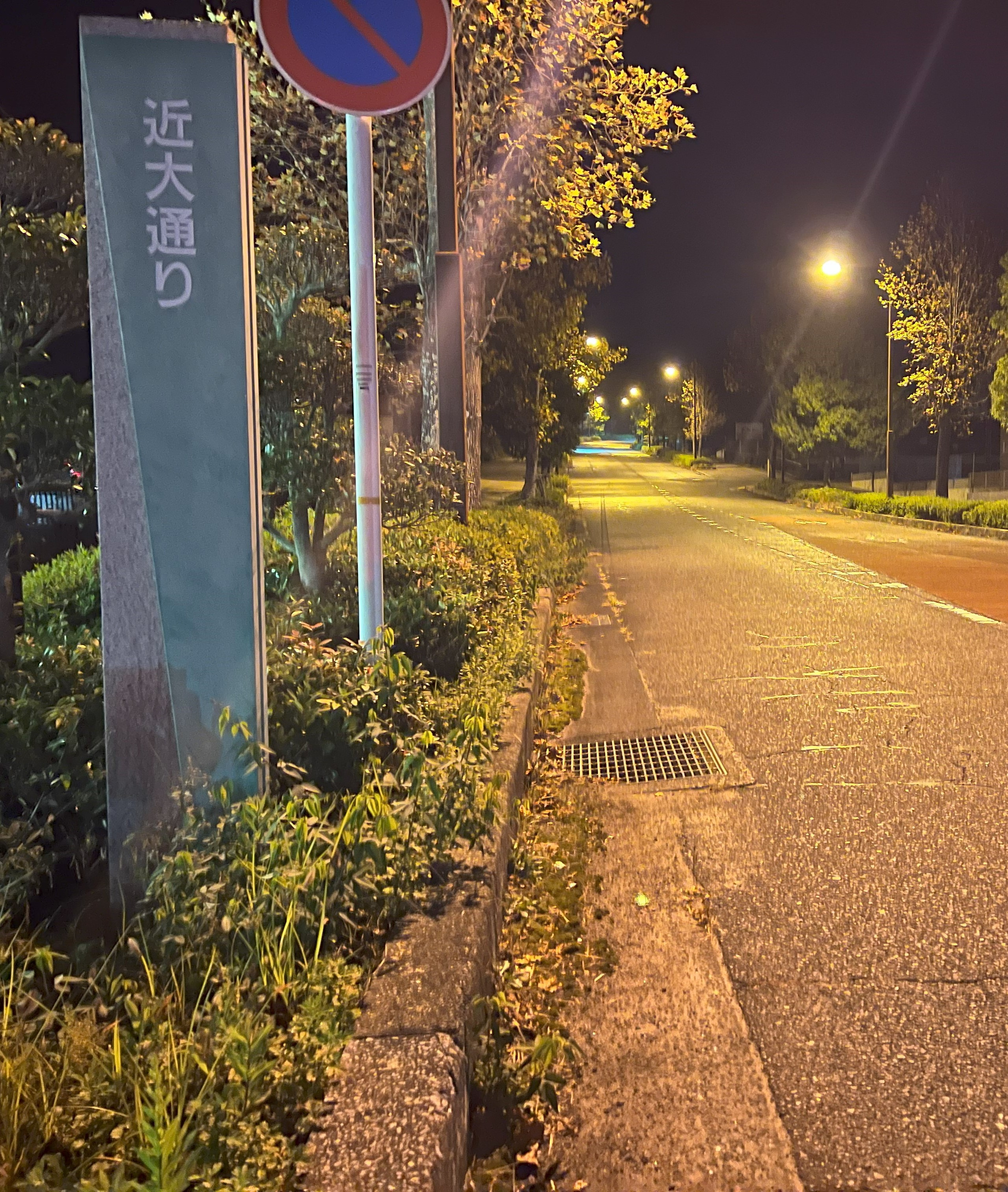
近大通り

〒739-2116 広島県東広島市高屋うめの辺1番。丘の上にあり、「近大通り」と呼ばれる坂のある通りを上がった所にある。近畿大学の8番目の学部として誕生した。校地面積136,939㎡、校舎面積36,377㎡であり、校舎面積はMAZDA Zoom-Zoom スタジアム広島の約3.8個分に相当する大きさである。工学部の在籍者数は2880人（2024年）、システム工学研究科の在籍者数は102人（2024年）である。
地名である「うめの辺」の由来は近畿大学の学園章である梅の花弁にちなみ、当時の近畿大学の総長であった世耕政隆が命名した。
A号館には、事務室などがあり、エレベータが1機設置されている。B号館には、紀伊国屋書店やゆうちょ銀行のATMがある。C号館は講義棟。D号館には、化学生命工学科と電子情報工学科とロボティクス学科の研究室がある。E号館には建築学科の研究室がある。F号館は構造実験棟である。G号館は、情報学科と機会工学科の研究室がある。

### キャンパス内の施設

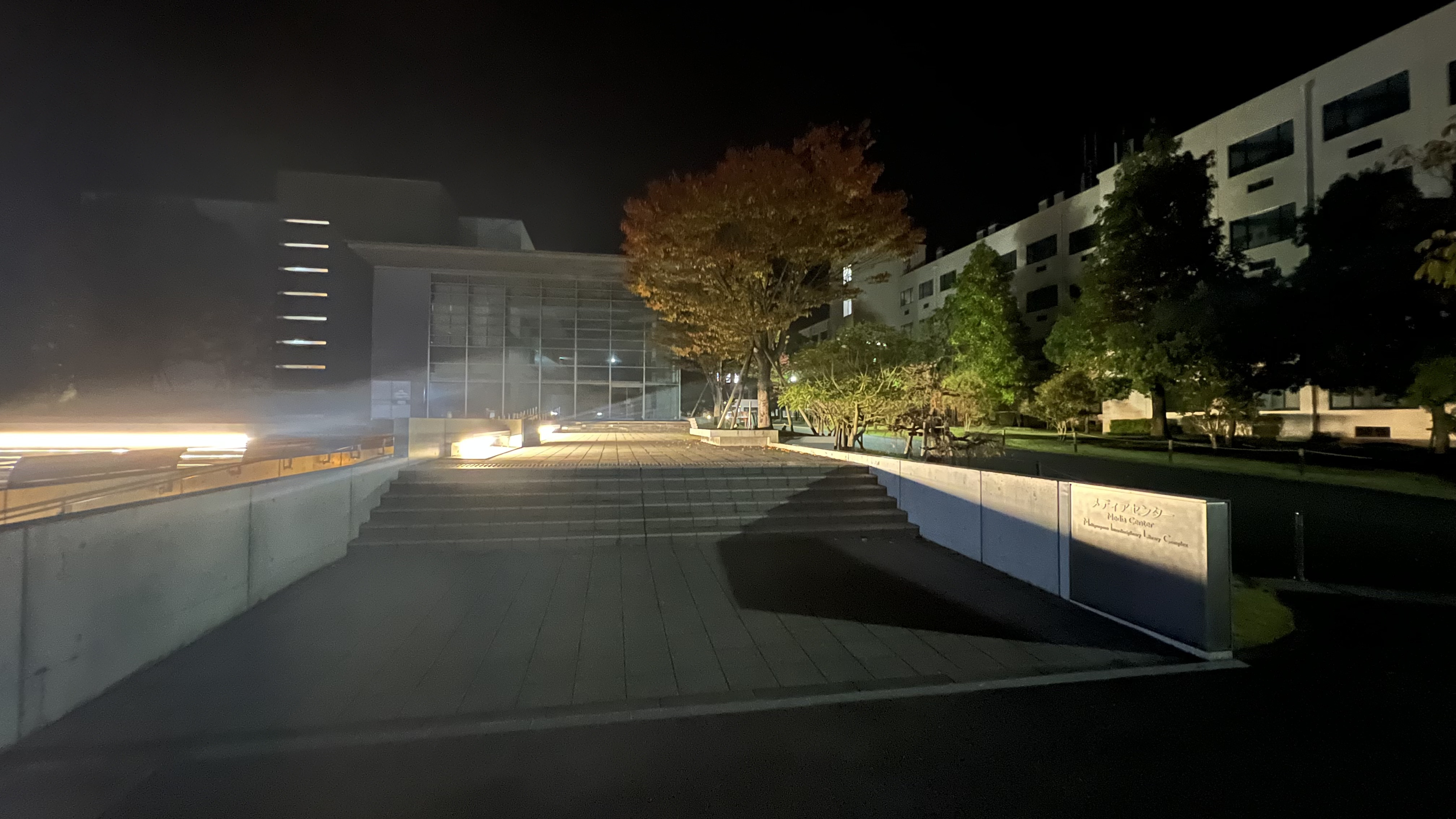
(左)メディアセンター (右)C館

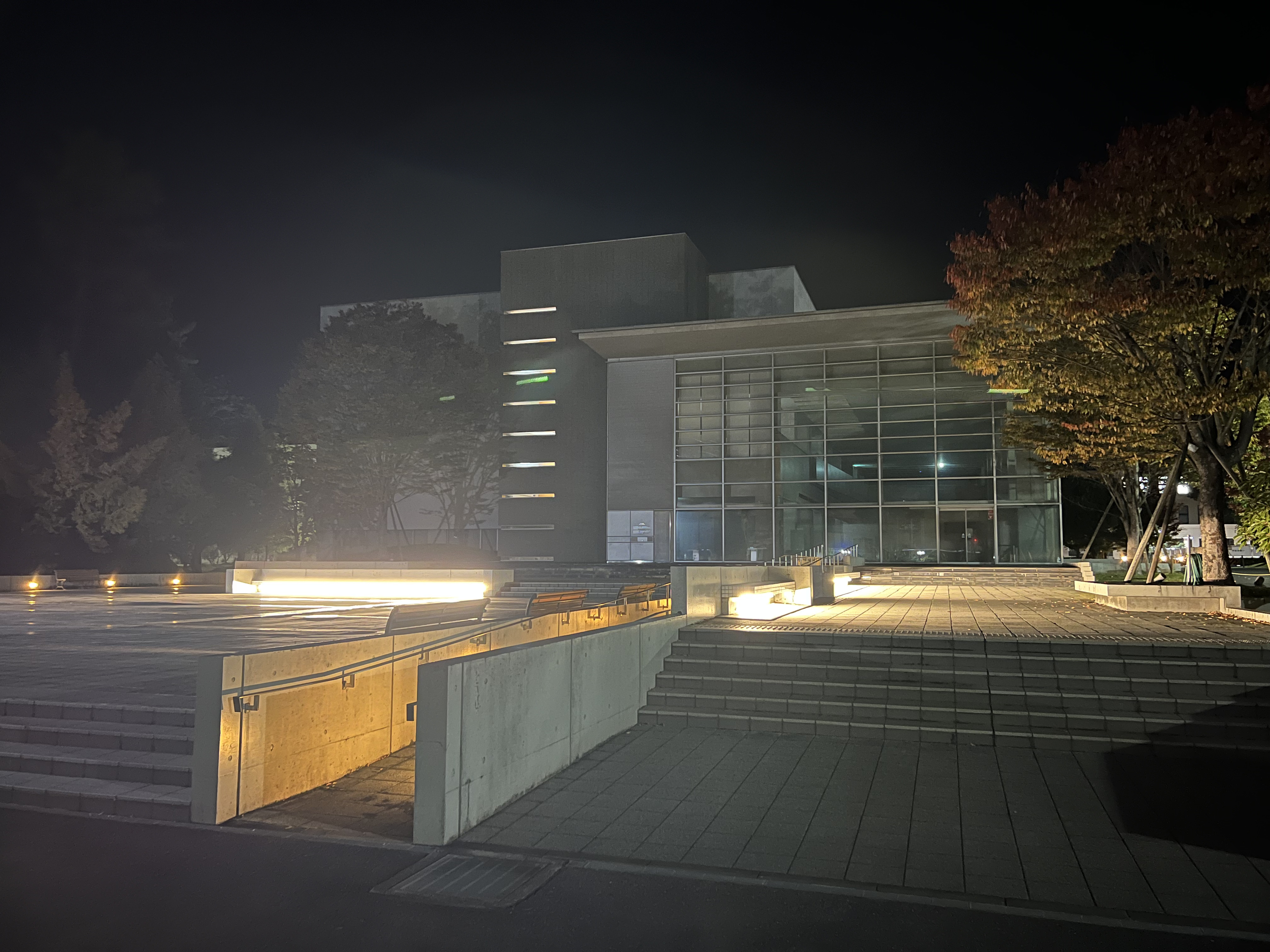
メディアセンター
RC構造で、地上3階。
情報教育センター（メディアセンター1階）
開館時間
- 8時45分 ～ 20時00分（月曜 ～ 金曜）
- 9時00分 ～ 17時00分（土曜）

休館日：日曜日・祝日・学園創立記念日（11月5日）※学園祭前や、長期休暇中の時などは除く。
1階には学生が自由に利用できるモニタが数台置かれており、HDMIケーブルを差せば自由に使うことができる。また、カラーコピー機や、モノクロコピー機、ChargeSPOT等も設置されている。証明書発行機が2台設置されており、成績証明書、在学証明書や学割証等はここで発行できる。また、成績証明書や在学証明書の発行には手数料がかかる。スタッフ室に行けば、学生証を持参の上で所定の手続きを踏むと、Windowsのノートパソコンを1台借りることができる。また、講義が行われる教室が5つあり、C館と同様に、各教室の入り口にはICカードリーダが設置されている。
図書館（メディアセンター2階、3階）
開館時間
- 8時45分 ～ 20時00分（月曜 ～ 金曜）
- 8時45分 ～ 17時00分（土曜）

休館日：日曜日・祝日・学園創立記念日（11月5日） ※学園祭前や、長期休暇中の時などは除く。
図書館一般公開利用申請をすれば、学生だけではなく、近畿大学の学生以外の人も利用することができる。図書館内にはiPadが備え付けてあり、OPACを利用して蔵書検索もできる。研究個室が5つと、グループ研究室が設けられており、学生は2階図書館の受付で申請をすれば、利用することができる。ブラウジングコーナーでは、一般雑誌や、複数の会社の新聞、英字新聞、新着図書、学生推薦の本等が置いてある。また、2階の図書館の入り口に、ブックリユースコーナーが設けられており、近畿大学の在籍者のみに、本を無償で持ち帰りができる。ただし、転売や古書店への販売は禁止されているなど、留意事項がいくつかある。メディアセンターができる前は、C館の1階と4階にあった。
次世代基盤技術研究所
最先端の研究と最新機器に触れられる研究所。工学部の研究者への技術相談の窓口としての役割を担っている。また、水素ロータリエンジン計測ベンチ、風洞実験装置、摩擦攪拌接合機、ナノ試料熱物性評価装置、蛍光偏光度測定システム、ドライビング・シミュレータ等々、多くの研究設備がある。
TERACO LAB. Active Learning Area
開館時間
9時00分 ～ 20時00分（月曜 ～ 金曜）
休館日：土日・祝日
C館3階にある。自由に利用できる共同学習スペースで、自習室としての利用だけでなく、複数人でディスカッションをしながら、交流することもできる環境になっており、壁に備え付けのモニタが設置されたテーブル席や、可動式スクリーンの借用も行われている。自動販売機やモノクロプリンターも設置してある。
杜cafe+ku
営業時間

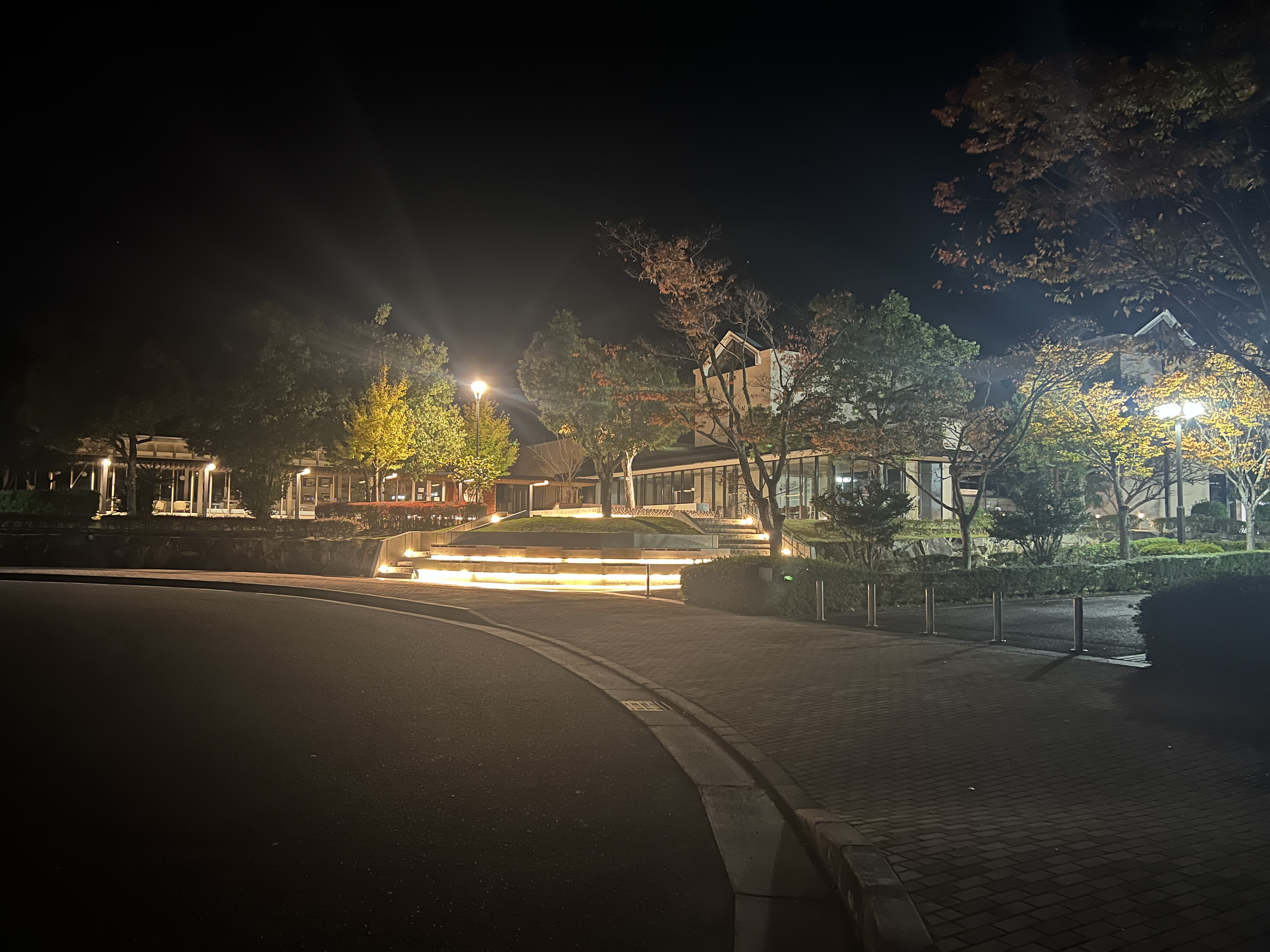
学生食堂と、杜cafe+ku

- 11時00分 ～ 16時00分（月曜 ～ 金曜）
- 11時00分 ～ 14時00分（ランチタイム）
- 13時00分 ～ 16時00分（カフェタイム）

2020年度に設置。スイーツやアイス、オムレツ等のカフェメニューのサービスが行われており、学生の憩いの場として利用でき、そして地域住民も利用できるカフェ。
紀伊国屋書店近畿大学工学部ブックセンター
営業時間
10時00分 ～ 17時00分（月曜 ～ 金曜）
参考書、教科書をはじめ、漫画や小説、雑誌や文具、製図道具など、品揃えが豊富。店頭にない書籍は注文することができる（ただし、注文した場合キャンセルは不可）。また、価格は全商品10%OFFである。その代わり、紀伊國屋書店のポイント付与などのサービスは利用できない。
Yショップ（近大うめの辺店）
営業時間
- 8時30分 ～ 18時00分（月曜 ～ 金曜）
- 12時00分 ～ 13時00分（土曜）

学内のコンビニエンスストア。食品や文房具、USBメモリー等が販売されている。MMK設置店。
ゆうちょ銀行　広島支店　近畿大学工学部内出張所
営業時間
- 10時00分 ～ 18時00分（月曜 ～ 金曜）
- 10時00分 ～ 15時00分（土曜）

B館1階のATMコーナーに1台設置されている。
The BASE
営業時間
11時00分 ～ 15時00分（月曜 ～ 金曜）　ラストオーダーは14時30分
2021年4月にリニューアルオープンした学生食堂。日替わりメニュー等の提供も行っており、座席数は417席。現金にも対応しているセルフオーダー機器が1台、キャッシュレスのみのセルフオーダー機器が2台設置されている。また、一部の商品はアプリによるモバイルオーダーを用いて注文が可能。

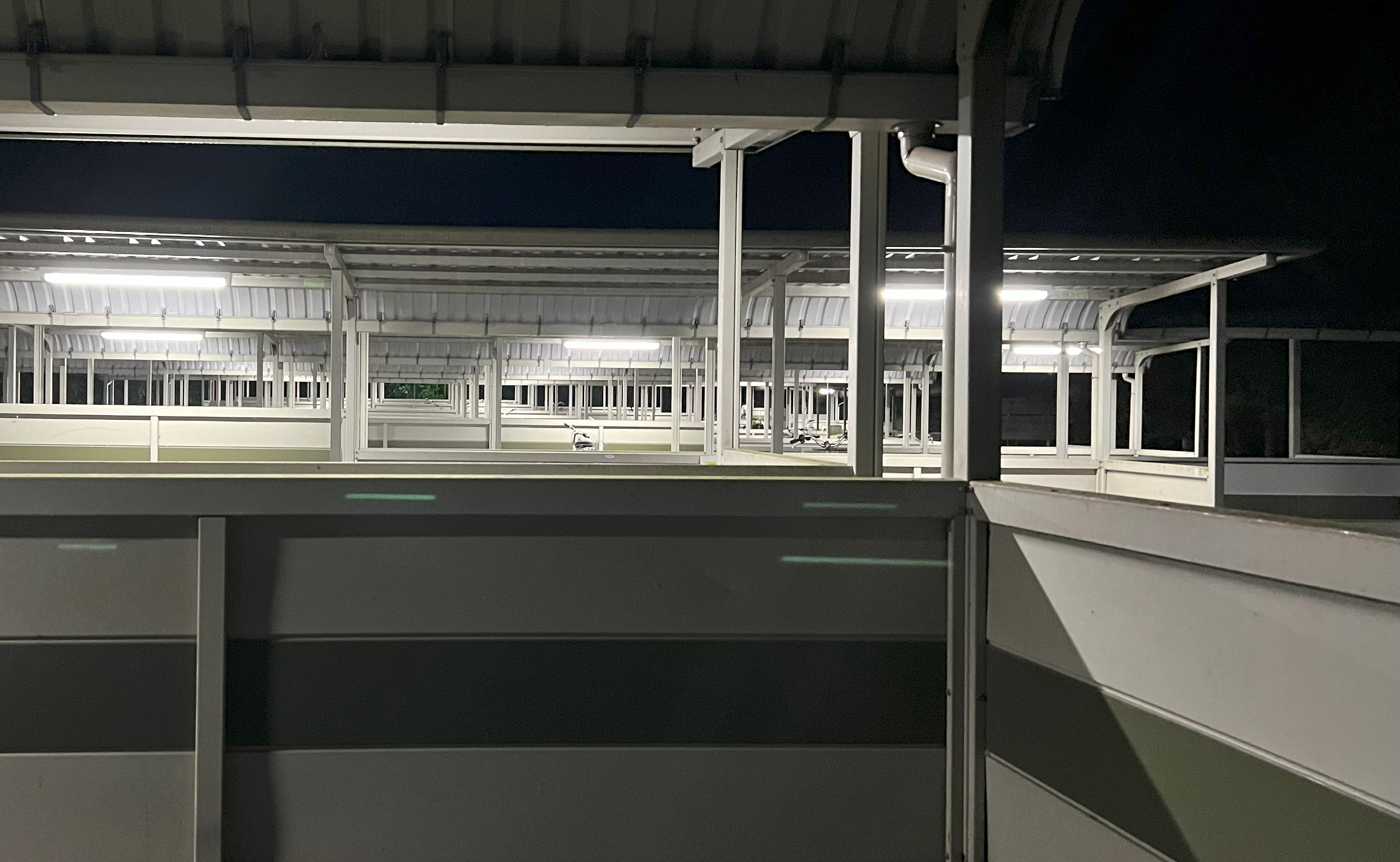
駐輪場
近大通りの途中に駐輪場があり、自転車通学をしている学生が自転車を駐輪するのに用いる。監視カメラが複数設置されており、防犯性が高い。学生が通学する時間になると、学校から許可を受けていない自転車が駐輪されていないか、長い時間放置自転車がないかの見回りを警備員がする。もし、学校から許可を受けていない自転車や放置自転車があれば、自転車に警告が書かれた紙を貼る。警告したにも関わらず、長時間放置されている自転車は撤去される。自転車通学をする学生には、講習動画の視聴を義務付けている。また、自転車に近畿大学所定のステッカーを張らなければならない。

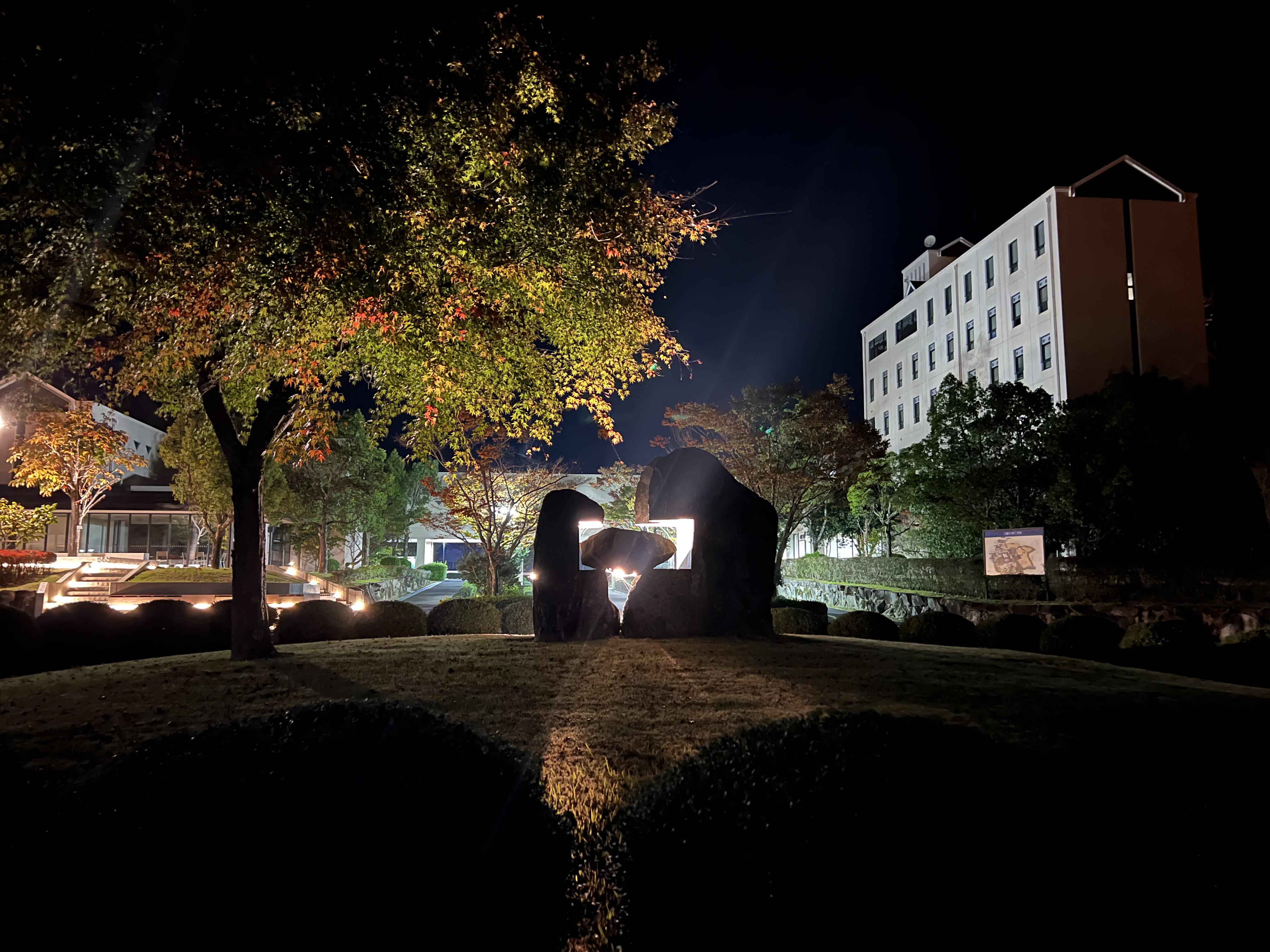
ロータリー

郵便ポスト
収集時刻
- 9時00分頃、16時00分頃（平日）
- 10時00分頃、16時00分頃（土曜）
- 9時30分頃（休日）

A館とB館とをつなぐ渡り廊下にある。
ロータリー
工学部入り口の前にはロータリーがあり、バス停や、公衆電話、ごみ箱が設置されている。近畿大学附属広島高等学校・中学校の学生が通学バスの乗降場所としても利用する。タクシーや親の送り迎え等にも利用される。
PUDOステーション
利用時間
8時00分 ～ 20時00分
2019年（平成31年）4月4日にPUDOステーションをB館渡り廊下の下に、中国地方の大学の中で初めて導入した。しかし今は設置されておらず、富士フイルムの証明写真機が設置されている。

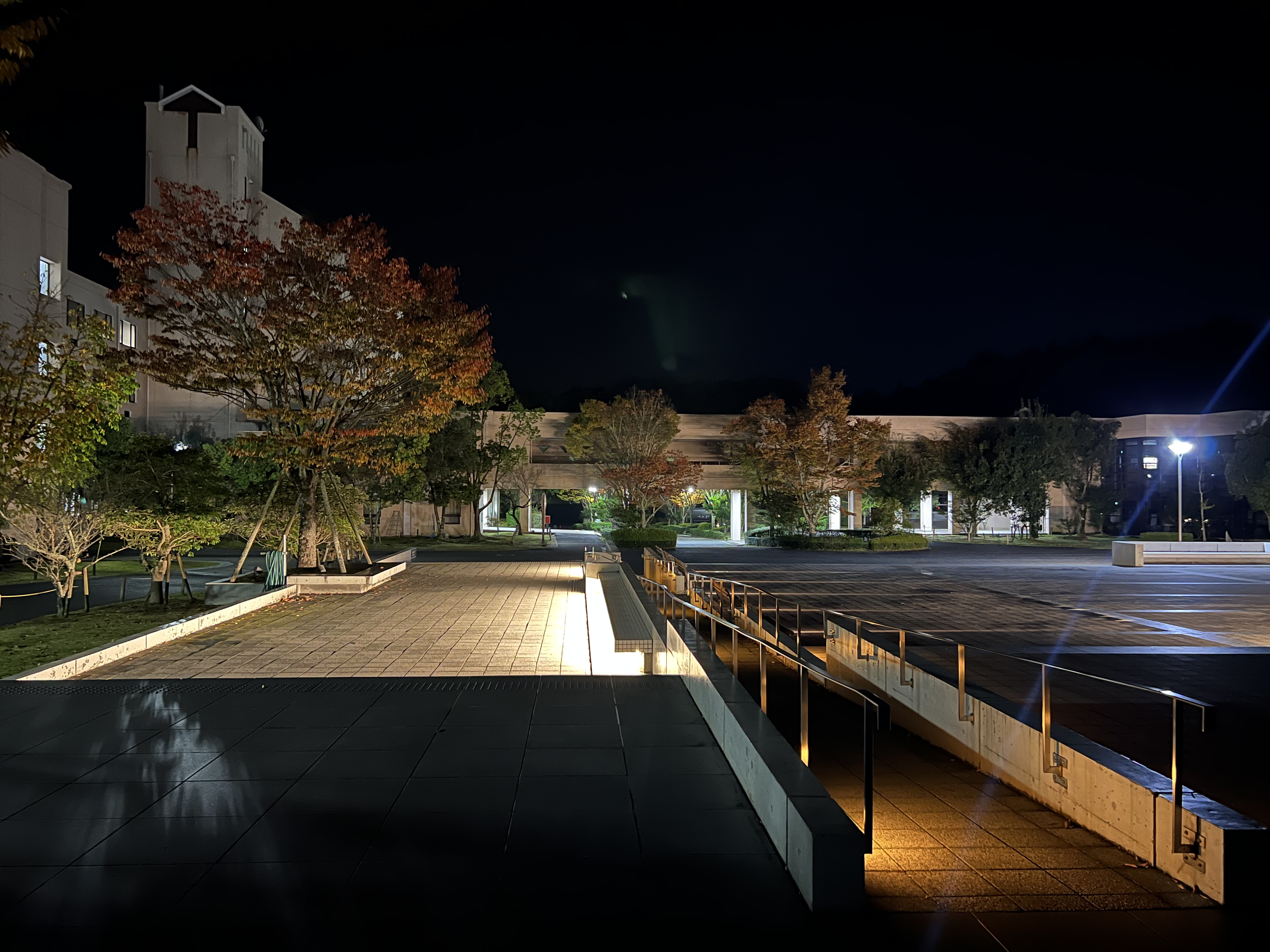
A館とB館への連絡通路

A館(本部棟)
医務室、守衛室、教務学生担当室、学部長室や、主に工学部教育推進センターに所属している教授等の研究室がある。A館入り口には自動体外式除細動器(AED)が設置されている。また、エレベータが設置されている。
B館
地上2階。現金自動預け払い機(ATM)や、自動体外式除細動器、紀伊国屋書店、食堂があり、1階のトイレは多目的トイレ、2階のトイレはオストメイト対応トイレとなっている。また、2階にはモノクロコピー機が設置されている。当館にエレベータは設置されていないが、2階にA館とB館とをつなぐ、連絡通路が設置されている。また、1階にChargeSPOTが設置され、2024年6月13日からサービスが提供されている。
C館(教室棟)
地上4階。A館とつながっている。1階にはオストメイト対応トイレ（C館南）、広報担当室、就職担当室があり、2階には学習支援室、非常勤講師控室がある。出席管理システムが導入されているため、教室にはメディアセンターと同様に、学生証に内蔵されているICチップを読み取るICカードリーダーが入り口に設置されおり、リアルタイムで出席情報が保護者ポータルサイトに反映される。3階にはTERACO LABがある。屋上もあるが鍵がかかっており、行くことはできない。
G館
地上3階。延床面積5,161m2。起工式は2001年1月30日に行われた。2001年7月末に完成。
クラブハウス
地上2階。延床面積1,561m2。起工式は2001年1月30日に行われた。

## キャンパス概要（呉キャンパス）
2001年まで広島県呉市広古新開5丁目1-3にキャンパスがあった。現在は2002年4月に開設された広島国際大学呉キャンパスがある。2024年時点では一部の建物は取り壊されず、残存している。呉キャンパスには、機械工学科と経営工学科があった。呉キャンパスでは建物を「6号館」などと呼んでいた。2001年夏までは、呉キャンパスと、東広島キャンパスは分かれて運営は行われていたが、ネットワークは2つのキャンパス間を専用回線で結び、情報教育を行っていた。移転に伴い、2001年8月30日と8月31日にさよならパレードと、コンサートが呉市内で行われた。30日には青色と白色の2色で「ありがとう！！呉市民のみなさま」と書かれた横断幕を先頭に、近畿大学の東大阪キャンパスの吹奏楽部による、パレードが広商店街にて催された。雨模様にも関わらず、大勢の町の人々から拍手をいただいた。31日には呉市文化ホールで「さよならコンサート」を開催、吹奏楽部の学生によるコンサートが、昼と夜の計2回催された。昼と夜あわせて、約2300人の来場者であった。

### 設置の経緯
広島大学医学部のキャンパスが呉市から広島市に移転することを受け、呉市議会で広島移転を反対する決議をし、上京して繰り返し陳述し審議が続けられていた。しかし当時の厚生大臣である灘尾弘吉が広島市にある国立病院を呉市の旧海軍病院に移転し、中国地方の中心となる病院とする代わりに、広島大学医学部を広島市に移転するという妥協案を打ち出す。当時の呉市の議会議員である水野泰彦らの活動により、呉市は了承した。この時に発足したのが、国立呉病院（現在の国立病院機構呉医療センター）である。呉市に大学がなくなってしまったため、水野泰彦らは近畿大学初代総長である世耕弘一に大学学部の設置を陳情し、世耕弘一の「広島を西日本のモノづくりの拠点に」という考えもあり、呉市に工学部の設置をすることになった。設置認可申請業務は主に当時、理工学部教務課長であった阪口登が担当し、1959年(昭和34年)1月20日に工業化学科と、機械工学科の設置が認可された。愛称は呉工学部。

### 移転の経緯
学部増設や、大学院設置計画により、現状では学校教育法の大学設置基準に定められている校地面積が不足している瑕疵が発覚し、これを補うべく、1968年（昭和43年）呉市の斡旋により呉市の豊栄（ほうえい）地区に校地を確保したが、1981年（昭和56年）に呉市との間でトラブルが起き、呉市がこの土地の返還を要求し、更に工学部誘致以前の呉市の都市計画（広第一区画整備事業）に基づいて、学部構内を分断する道路の整備をするという通告を受け、当時の総長である世耕政隆は、呉市に対し不信感をもち、福山市から岩国市までの区間で、移転誘致に積極的な自治体を探すよう命じ、東広島市の現在の地を移転先に決定した。決定後、呉市はキャンパスを分断しない形での整備にする等、整備事業の見直しを図り、近畿大学工学部の一部でもと存続を求め、弾力的に近畿大学の総長や、工学部長と話し合いを行った。その結果、機械工学科と、経営工学科の2学科残されることになったが、呉キャンパスの校舎や設備の老朽化、学部運営や費用面の効率化、一層スムーズな教育、研究の推進を図ることを目的として、2001年(平成13年)にはその2学科も東広島キャンパスに移転し、東広島キャンパスは総勢約2500人の学生が通う学舎となった。後期から機械工学科と、経営工学科の学生は東広島キャンパスにて、授業を受けている。新1年生は4月から、東広島キャンパスで授業が行われていた。

### キャンパス施設
栽培実習室・栽培実習園場、機械2号館、機械3号館、機械4号館、4号館、5号館、6号館、7号館、8号館(教育棟)、体育館、空手道場、クラブハウス、柔道場、学生会館、守衛室兼食堂があった。機械2号館は実験室、4号館には学生ホール、情報教育センター、6号館の2階には事務室、8号館(教育棟)の1階と2階には図書館があった。

### 図書館（呉キャンパス8号館1階、2階）
開館時間
- 9時00分 ～ 19時00分（平日）
- 9時00分 ～ 13時00分（土曜）

## 特徴
2024年の工学部案内によれば、一人暮らしをしている学生の割合が約7割であり、県外出身者の割合が高い。アルバイトをしている人は半数ほどしかおらず、部活動やサークルに所属している割合も50％ほど。また、就職内定率98％、上場企業就職率39.1％であり、大学院進学率13.4％である。
女子学生の少ない学科が多いため、女子学生の交流を深めるための交流会を定期的に実施している。

## ゲストスピーチ
入学式、卒業式などは、近畿大学広島キャンパスの体育館で行われる。2024年度の入学式では、国山ハセンがゲストスピーチを行った。2023年度の卒業式では近畿大学東大阪キャンパスの校友で、俳優である升毅によるゲストスピーチが行われており、YouTubeに動画が投稿されている。2019年度の入学式では、オリエンタルラジオの中田敦彦がPERFECT HUMANの誕生秘話について語っており、YouTubeに動画が投稿されている。

## 学園祭
10月下旬の土曜日にうめの辺祭が行われる（2000年までは九嶺祭）。大学祭実行委員会や、学友会執行部が中心となって催される。なお、前日の金曜日は学園祭準備のため、学校は休校となり授業は行われない。締めくくりに打ち上げ花火が行われる。また、うめの辺祭当日は無料のシャトルバスが「JR西高屋駅」と「近畿大学広島キャンパス」間を運行する。
九嶺祭(きゅうれいさい)では、広と呉の商店街を仮装行列でパレードしており、最後には打ち上げ花火も行われていた。

## 産学連携
近畿大学の建学の精神「実学教育」の精神に則り、工学部の持つ研究成果を活用して、地域の活性化に力を入れている。その一例として、2001年度（平成13年度）から毎年秋に工学部研究者の研究シーズ（将来的に実を結ぶ可能性が高い研究 = 種《seeds》）を公開する「研究公開フォーラム」を開催しており、地域産業や行政機関の関係者と交流を行っている。また地域社会との連携のために「社会連携センター」や「近畿大学工学部産学連携推進協力会」などがある。そして東広島市と2022年（令和4年）3月28日に包括連携協定を結んでおり、2023年（令和5年）度に市の職員と近畿大学工学部の職員が共同で運営連携窓口「東広島市・近畿大学Town&Grown」を開設し、本格始動した。その記念として同年6月2日に近畿大学広島キャンパスにて、イベントを開催している。

### 国内交流協定校
2010年12月3日に、広島大学と近畿大学との間で、「大学間交流に関する包括協定」を締結した。目的は、これまで近畿大学工学部を中心として、研究交流をはじめ、人材交流などを行ってきたが、今後は互いに総合大学であるという利点を生かして、その交流を他の学部にも広げ、交流を一層推進するというところにある。両大学間における共同講義の開催や、単位互換の実施、自動車研究分野での連携等を行い、「広島型ものづくり人材」の養成などを行う。

### マツダ株式会社
2012年12月25日に、マツダ株式会社と「包括的研究協力協定」を締結した。これを記念して、2013年1月11日に近畿大学次世代基盤技術研究所（広島キャンパス）にて締結式が行われた。産学連携による最先端の研究開発において、エレクトロニクス技術分野や、動力エネルギー変換、人間工学等の基礎分野等々、様々な分野で、複数の共同研究を推進するとともに、共同研究のための教育を通じて人材育成にも取り組んでいる。

## クラブ・同好会・サークル
2024年時点でのクラブ・同好会・サークルは以下の通り硬式野球部は広島六大学野球連盟の発足時から加盟。
学友会
- 学友会執行部
- 大学祭実行委員会
- 体育会本部
- 文化会本部
- 学生健保共済会　広島支部学生部会

体育会系
- 空手道部
- 自動車部
- バドミントン部
- 弓道部
- 柔道部
- バレーボール部
- 剣道部
- 少林寺拳法部
- ハンドボール部
- 硬式庭球部
- 水泳部
- ヨット部
- 硬式野球部
- ソフトテニス部
- ラグビー部
- ゴルフ部
- ソフトボール部
- 陸上競技部
- サイクリング部
- 卓球部
- ストリートバスケ同好会
- サッカー部
- 軟式野球部
- フットサル同好会
- 山岳部
- バスケットボール部

文化会系
- 学生起業部
- ロボット研究部
- 軽音楽部
- アウトドア同好会
- 写真部
- 教職ラボ同好会
- 吹奏楽部
- クリーンライフ・ボランティア同好会
- テーブルゲーム研究部
- サイエンスラボ部
- 放送部
- ダンス部
- マイコン部
- 天体観測同好会
- 芸術・イラスト同好会

## 沿革
- 1949年 - 新学制により近畿大学が開学
- 1959年 - 工学部を広島県呉市に創設、工業化学科と機械工学科を設置
- 1962年 - 工学部に経営工学科を設置
- 1965年 - 工学部に建築学科を設置
- 1970年 - 大学院工学研究科修士課程を創設
- 1972年 - 大学院工学研究科に博士課程設置
- 1990年 - 近畿大学工学部同窓会が誕生。
- 1991年 - 東広島市に工学部東広島キャンパスを新設し、工業化学科と建築学科を移設
- 1992年 - 工学部に電子情報工学科と機械システム工学科を開設し、東広島キャンパスに設置
- 1994年 - 大学院工学研究科修士課程の一部を母体に、大学院工業技術研究科を創設。修士課程物質化学専攻・建築学専攻を設置。
- 1996年 - 工学部呉学舎内に工業技術研究所を設置。大学院工業技術研究科修士課程システム制御専攻・生産システム専攻および博士後期課程物質化学専攻を設置。修士課程物質化学専攻を博士前期課程物質化学専攻とする
- 1998年 - 工学部経営工学科を経営システム工学科に名称変更。大学院工業技術研究科に修士課程建築学専攻・システム制御専攻・生産システム専攻を母体に、博士後期課程システム設計工学専攻を設置。物質化学専攻同様、修士課程建築学専攻・システム制御専攻・生産システム専攻はそれぞれ博士前期課程になる
- 1999年 - 工学部工業化学科を化学環境工学科に名称変更
- 2001年 - 東広島学舎に呉学舎の機械工学科と経営システム工学科の2学科が移転
- 2002年 - 工学部機械システム工学科をシステムデザイン工学科に、経営システム工学科を情報システム工学科に改組、名称変更
- 2003年 - 工学部の化学環境工学科を生物化学工学科に名称変更
- 2005年 - 大学院工業技術研究科をシステム工学研究科に改組。博士前期課程システム工学専攻、博士後期課程システム工学専攻を設置。大学院工業技術研究科に存在した既存の専攻を母体に6コース制に改組
- 2006年 - システムデザイン工学科を知能機械工学科に名称変更
- 2007年 - 生物化学工学科 生物化学コース、機械工学科 機械設計コースが2006年度JABEEに認定
- 2008年 - 建築学科が2007年度JABEEに認定広島キャンパス

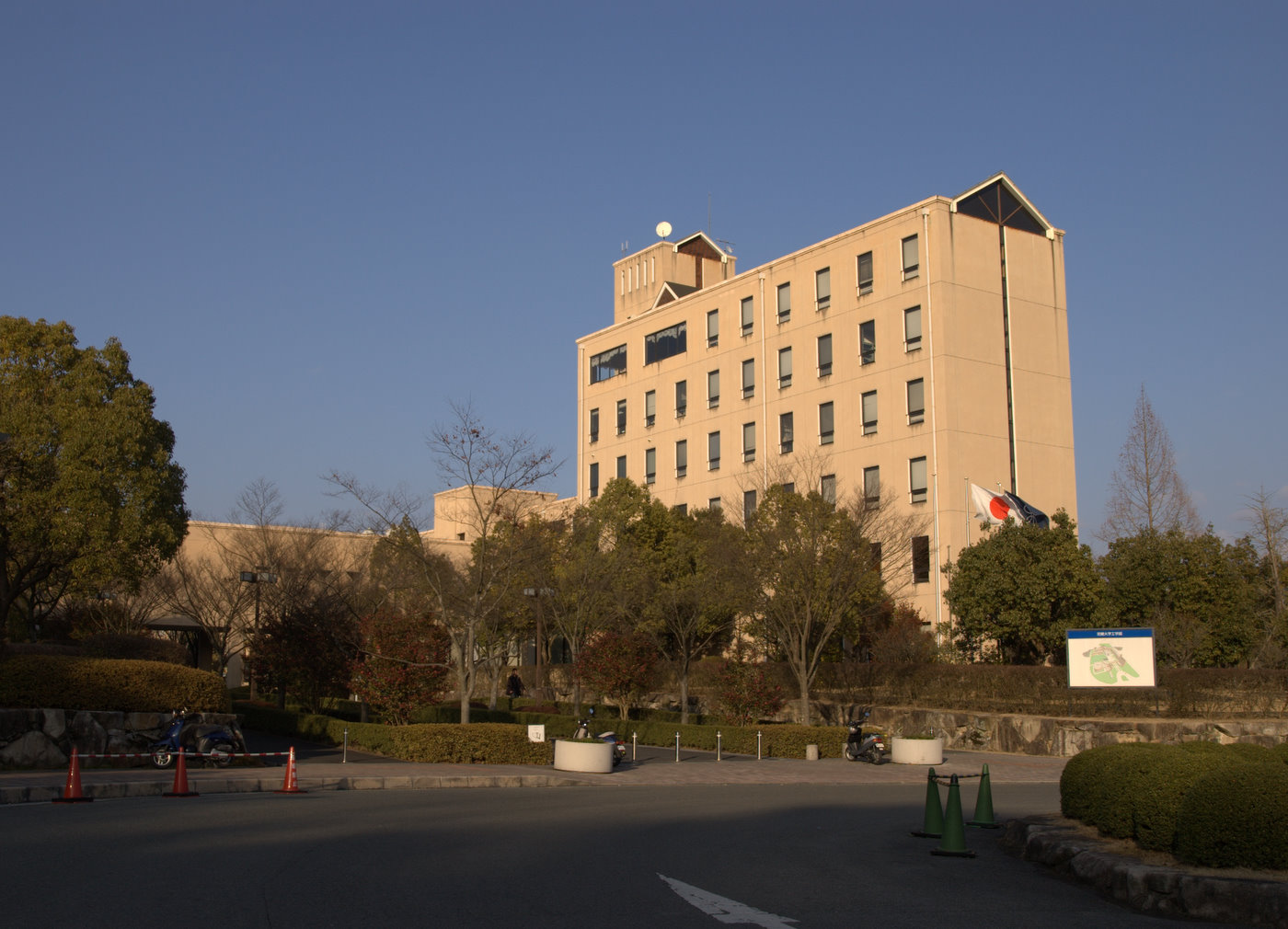
広島キャンパス

- 2011年 - 工業技術研究所を次世代基盤技術研究所に名称変更
- 2012年 - 電子情報工学科が2011年度JABEEに認定
- 2013年 - 工学部生物化学工学科を化学生命工学科に、知能機械工学科をロボティクス学科に、情報システム工学科を情報学科に名称変更
- 2014年 - 情報システム工学科 システム開発コース（現：情報学科 情報システムコース）が、2013年度JABEEに認定
- 2021年 - 機械工学科 エネルギー機械コースが2020年度JABEEに認定

## 学部組織
工学部
- 化学生命工学科（生物化学コース ／ 環境化学コース ／ 食品科学コース）
- 機械工学科（機械設計コース ／ エネルギー機械コース）
- ロボティクス学科（ロボット設計コース ／ ロボット制御コース）
- 電子情報工学科（電気電子コース ／ 情報通信コース）
- 情報学科（情報システムコース ／ 情報メディアコース）
- 建築学科（建築学コース ／ インテリアデザインコース）

## 大学院組織
システム工学研究科
- システム工学専攻
  - 生物化学コース
  - 機械工学コース
  - ロボティクスコース
  - 電子情報工学コース
  - 情報コース
  - 建築コース

## アクセス
- JR山陽本線 西高屋駅より、芸陽バス[49]に乗車して約5分、「近畿大学」バス停下車[50]
  - 豊栄-高美が丘-西条線：豊栄・上戸野・造賀小学校前方面 - 近畿大学 - 高美が丘・西高屋駅・西条駅前方面
  - 高美が丘・近畿大学-西条駅前線：西高屋駅・高美が丘方面 - 近畿大学 - 西条駅前方面
  - 高美が丘循環線：西高屋駅 - 近畿大学 - 高美が丘 - 西高屋駅
  - 安芸津-西条・近畿大学線：安芸津駅・東広島駅・西条駅前・西高屋駅方面 - 近畿大学
- JR西高屋駅より徒歩約20分
  - JR山陽本線：糸崎・三原方面 - 白市 - 西高屋駅 - 西条 - 海田市・広島方面
- 車で山陽自動車道 西条ICより約8分、東広島呉自動車道 高屋ICより約11分、広島空港より約22分